# 무쓰아이촌 (아키타현)
무쓰아이촌(睦合村)은 아키타현 히라카군에 있던 촌이다. 현재의 요코테시 남서부, 오모노강 우안에 해당한다.

## 역사
- 1889년 4월 1일 - 정촌제 시행에 의해 2촌의 구역으로 성립하였다.
- 1955년 4월 1일 - 주몬지정, 우에다촌과 합병해, 새로운 주몬지정이 성립해, 동일 무쓰아이촌이 폐지되었다.